# 기타모토 아야코
기타모토 아야코(일본어: 北本 綾子, 1983년 6월 22일 ~ )는 일본의 은퇴한 여자 축구 선수이다.

## 국가대표팀 경력
2002년 FIFA U-19 세계 여자 축구 선수권 대회에 출전했다.
그녀는 2004년 6월 6일 미국과의 경기에서 일본 국가대표팀에 데뷔했다. 2008년 AFC 여자 아시안컵 3위, 2010년 아시안 게임 금메달 획득에 기여. 그녀는 2010년까지 국제 A매치 17경기에 출전, 4득점을 넣었다.

## 통계
| 일본 | 일본 | 일본 |
| 연도 | 출전 | 득점 |
| ---- | ---- | ---- |
| 2004 | 2    | 3    |
| 2005 | 4    | 0    |
| 2006 | 0    | 0    |
| 2007 | 1    | 0    |
| 2008 | 2    | 0    |
| 2009 | 3    | 0    |
| 2010 | 5    | 1    |
| 통산 | 17   | 4    |